# Stortjärnen (Norsjö socken, Västerbotten, 722428-168503)
Stortjärnen är en sjö i Norsjö kommun i Västerbotten och ingår i Skellefteälvens huvudavrinningsområde. Sjön har en area på 0,0907 kvadratkilometer och ligger 243,3 meter över havet.

## Delavrinningsområde
Stortjärnen ingår i det delavrinningsområde (722076-168814) som SMHI kallar för Namn saknas. Medelhöjden är 237 meter över havet och ytan är 24,8 kvadratkilometer. Räknas de 27 avrinningsområdena uppströms in blir den ackumulerade arean 416,31 kvadratkilometer. Petikån som avvattnar avrinningsområdet har biflödesordning 2, vilket innebär att vattnet flödar genom totalt 2 vattendrag innan det når havet efter 88 kilometer. Avrinningsområdet består mestadels av skog (65 procent) och sankmarker (29 procent). Avrinningsområdet har 0,22 kvadratkilometer vattenytor vilket ger det en sjöprocent på 0,9 procent.